# Aerticket
Die Aerticket GmbH (Eigenschreibweise: AERTiCKET) ist ein Flugticketgroßhändler mit Sitz in Berlin. Seit 2016 gehört die Mehrheit der Anteile an dem Unternehmen der AER Kooperation AG. Aerticket hatte im Geschäftsjahr 2021 einen Umsatz von 107,4 Millionen Euro.

## Geschichte
1988 gründete Rainer Klee mit fünf Freunden ein Reisebüro-Kollektiv als Offene Handelsgesellschaft in Berlin-Kreuzberg unter dem Namen Titanic Reisen. Die Gründer waren Teil der linken Szene und boten besonders Tourismusleistungen für Gleichgesinnte an, unter anderem mit dem Ziel, politisch motivierte Reisen zu fördern. Zwischen 1989 und 1991 steigerte sich der Umsatz von zwei auf acht Millionen DM.
Im Jahr 1992 wurde Titanic Reisen zum Ticketgroßhändler und Mitglied in der Arbeitsgemeinschaft europäische Reiseunternehmen (AER) e. V. Ein Jahr später übergab das Unternehmen das Flugticket-Geschäft an AER Reiseservice mit Klee als Leitung. 1998 wurde AER Consolidators in Hamburg, Hannover, Frankfurt und Mainz aufgekauft. Im Jahr 2001 beschäftigte AER Reiseservice 70 Mitarbeiter. 2002 führte Sixt sein Flugticket-Vermittlungsgeschäft mit der AER Reiseservice zusammen und es entstand die Aerticket AG.
2004 stieg Sixt wieder aus und der AER e. V., STA Travel und Titanic Reisen übernahmen Anteile an Aerticket. Mit dem Erwerb von Picasso Travel im Jahr 2008 stieg Aerticket in den US-Markt ein. Im Jahr 2016 übernahm der AER e. V. zusammen mit Klee 100 Prozent der Anteile des Unternehmens und Titanic Reisen und STA Travel schieden als Aktionäre aus. Im selben Jahr wandelte sich die AG in eine GmbH um.  2018 reagierte Aerticket auf neue Provisionsmodelle der Airlines und begann mit der Entwicklung eines eigenen Reservierungssystems.
2020 übernahm Aerticket zusammen mit AER Kooperation 50 Prozent des Reiseveranstalters Explorer und der insolventen Reisebürokette STA Travel. Ferner übernahm das Unternehmen im April 2021 die Consolidator-Sparte von Emerald Global und im Juni 2021 gemeinsam mit der LMX-Gruppe den Veranstalter Boomerang. Als es während der COVID-19-Pandemie zu vermehrten Reise-Rückerstattungen wegen ausgefallener Flüge seitens der Fluggesellschaften kam, stellten diese nach Angaben von Klee gegenüber dem Handelsblatt die automatische Rückerstattung aus, sodass die Erstattungsprozesse hinausgezögert wurden. Bei Aerticket führte dieses Vorgehen zeitweise zu 25.000–30.000 Auszahlungen bei 100.000 Kundenanfragen. Durch die eingebrochene Reisewirtschaft erlitt das Unternehmen zwischen April 2020 und Februar 2021 einen Umsatzverlust von 90 Prozent. Trotz dieser Verluste investierte Aerticket weiter in Zukäufe und stieg 2020 beim türkischen Consolidator Biletbank ein.
Die Globetrotter Travel Service AG und Aerticket gingen ab Mai 2021 eine Kooperation ein und betrieben gemeinsam die Aerticket Suisse AG. Im August 2022 übernahm Aerticket den belgischen Flugticketverkäufer Skyways. Über die 2021 gegründete Holding Global Conso Tech AG ist das Unternehmen partnerschaftlich mit anderen Flugticketgroßhändlern verbunden. Gemeinsam vertreiben die Partner Flugtarife aus über 70 Ländern. Im Juli 2023 ging Aerticket über die in der Schweiz ansässige Aerticket Suisse AG eine strategische Partnerschaft mit der Hotelplan Suisse ein.

## Unternehmensstruktur
Seit 2016 gehört die Aerticket GmbH zu 75,1 Prozent der AER Kooperation AG, die wiederum Teil des AER e. V. ist. Der AER e. V. ist alleiniger Stammaktionär der AER Kooperation AG. Neben der AER Kooperation mit 75,1 Prozent der Anteile hält Klee 14,9 Prozent und Aerticket 10 Prozent der Gesellschaftsanteile an der Aerticket. Zudem fungiert das Unternehmen als Muttergesellschaft für Firmen wie der Aerticket Consolidator Holding GmbH, Aerticket Conso GmbH, AER International Conso Holding GmbH und Air Ticket Team Reisebüroservice (ATT) GmbH.
Die Geschäftsführung des Unternehmens obliegt Holger Taubmann und Friedrich Floto.
Aerticket erwirtschaftete im Geschäftsjahr 2021 einen Umsatz in Höhe von 107,4 Millionen Euro. Das Unternehmen beschäftigte in dem Jahr 527 Mitarbeiter an über 40 internationalen Standorten.

## Produkte
Aerticket beliefert als Großhändler ca. 10.000 stationäre und Online-Reisebüros sowie Veranstalter mit Flugtickets von weltweit agierenden Fluggesellschaften. Für Reisebüros bietet das Unternehmen die Buchungssysteme Cockpit Flights und Cockpit Holidays an. Durch die Plattform Cockpit Holidays können diese Reisebausteine mit einem Flugticket von Aerticket zu einer Pauschalreise kombiniert werden. Unter dem darin integrierten Cruise Designer sind Buchungen von Kreuzfahrten als Pauschalreise möglich. Über das Buchungssystem Cockpit können Kunden auf Flugtarife und Angebote von ca. 170 Airlines sowie über 100 internationale Partner zugreifen. Direktschnittstellen (APIs) zu Airlines ergänzen diese Tarife.